# Pensjonat Schauffler w Sopocie
Pensjonat Schauffler – zbudowany w latach 1910-1913  pensjonat w Sopocie przy ówczesnej Roonstraße, obecnie ul. Dąbrowskiego 2-4. W latach 1914-1938 naprzeciwko pensjonatu mieściła się sopocka synagoga.

## Historia
Budynek wybudowano wg projektu Fritza Jödicke, na planie litery „U”. Po I wojnie światowej kamienica po części pełniła rolę pensjonatu i domu czynszowego, po 1931 obiekt w całości przeznaczono na mieszkania, które w dużej mierze zamieszkane były przez osoby pochodzenia żydowskiego. 
Po II wojnie światowej pensjonat stał się domem wczasowym Komitetu Centralnego Polskiej Partii Robotniczej (1948). Następnie ponownie przeznaczony został na mieszkania.